# Хуан Мартинес де Рипальда
Хуан Мартинес де Рипальда (лат. Johannes Martinez de Ripalda; 1594, Памплона — 26 апреля 1648, Мадрид) — испанский иезуитский теолог и философ.

## Биография
Рипальда вступил в Общество Иисуса в Памплоне в 1609 году. В трехлетних отчетах 1642 года он говорит о себе, что не был физически сильным, поэтому изучал религию, искусства и теологию. Он преподавал грамматику один год, четыре года — искусства, теологию — девятнадцати лет. Философии Рипальда обучал в Монфорте, теологии в Саламанке, а оттуда был вызван в Императорский колледж Мадрида, где по королевскому указу преподавал нравственное богословие.
Позже Рипальда был назначен цензором испанской инквизиции и духовником Гаспара де Гусман, графа-герцога Оливареса, фаворита короля Испании Филиппа IV, за которым он последовал, когда был изгнан из Мадрида.

## Учение
Среди многочисленных богословских мнений Рипальды, которые его характеризуют, стоит упомянуть следующие: 
1. Он считает, что возможно создание по своей природе сверхъестественной субстанции, другими словами, возможно творение, обусловленное сверхъестественной благодатью с сопутствующими дарами и интуитивным видением.
2. Он полагает, что по положительному указу Бога дарована сверхъестественная благодать в существующем провидении на всякое доброе дело; поэтому каждое доброе действие является сверхъестественным или, по крайней мере, каждое естественное доброе действие сопровождается другим, сверхъестественным.

## Труды
- De ente supernaturali disputationes in universam theologiam, I (Bordeaux, 1634), II (Lyons, 1645), III (Cologne, 1648).
- Tractatus theologici et scholastici de virtutibus, fide, spe et charitate (Lyons, 1652).